# Cupa Campionilor Europeni 1971-1972
Ediția a șaptesprezecea a Cupei Campionilor Europeni, desfășurată în sezonul 1971-1972 a fost câștigată, pentru a doua oară la rând, de Ajax Amsterdam, care a învins-o în finală pe Internazionale Milano.

## Runda preliminară
| Echipa 1 | Scor gen. | Echipa 2         | Tur | Retur |
| -------- | --------- | ---------------- | --- | ----- |
| Valencia | 4–1       | Union Luxembourg | 3–1 | 1–0   |

### Prima manșă
| Valencia                                    | 3–1     | Union Luxembourg |
| ------------------------------------------- | ------- | ---------------- |
| Forment 28' Claramunt 56' (pen.) Valdez 90' | Detalii | Clemen 16'       |

### A doua manșă
| Union Luxembourg | 0–1     | Valencia    |
| ---------------- | ------- | ----------- |
|                  | Detalii | Forment 17' |

Valencia s-a calificat cu scorul general de 4–1.

## Prima rundă
| Echipa 1         | Scor gen. | Echipa 2                 | Tur | Retur |
| ---------------- | --------- | ------------------------ | --- | ----- |
| Marseille        | 3–2       | Górnik Zabrze            | 2–1 | 1–1   |
| Ajax             | 2–0       | Dynamo Dresda            | 2–0 | 0–0   |
| Reipas Lahti     | 1–9       | Grasshopper              | 1–1 | 0–8   |
| Strømsgodset     | 1–7       | Arsenal                  | 1–3 | 0–4   |
| Dinamo București | 2–21      | Spartak Trnava           | 0–0 | 2–2   |
| Feyenoord        | 17–0      | Olympiakos Nicosia       | 8–0 | 9–0   |
| Wacker           | 1–7       | Benfica                  | 0–4 | 1–3   |
| ȚSKA Sofia       | 4–0       | Partizani Tirana         | 3–0 | 1–0   |
| Valencia         | 1–12      | Hajduk Split             | 0–0 | 1–1   |
| Újpesti Dózsa    | 4–1       | Malmö FF                 | 4–0 | 0–1   |
| Boldklubben 1903 | 2–4       | Celtic                   | 2–1 | 0–3   |
| ÍA               | 0–4       | Sliema Wanderers         | 0–4 | 0–0   |
| Internazionale   | 6–4       | AEK Atena                | 4–1 | 2–3   |
| Cork Hibernians  | 1–7       | Borussia Mönchengladbach | 0–5 | 1–2   |
| Galatasaray      | 1–4       | ȚSKA Moscova             | 1–1 | 0–3   |
| Standard Liège   | 5–2       | Linfield                 | 2–0 | 3–2   |

1 Dinamo București s-a calificat în a doua rundă datorită golului marcat în deplasare.
2 Valencia s-a calificat în a doua rundă datorită golului marcat în deplasare.

### Prima manșă
| Marseille                    | 2–1     | Górnik Zabrze |
| ---------------------------- | ------- | ------------- |
| Wraży 45' (o.g.) Skoblar 78' | Detalii | Lubański 28'  |

| Ajax                | 2–0     | Dynamo Dresda |
| ------------------- | ------- | ------------- |
| Swart 2' Keizer 19' | Detalii |               |

| Reipas Lahti | 1–1     | Grasshopper   |
| ------------ | ------- | ------------- |
| Lindholm 75' | Detalii | Ohlhauser 63' |

| Strømsgodset  | 1–3     | Arsenal                                |
| ------------- | ------- | -------------------------------------- |
| Pettersen 52' | Detalii | Simpson 2' Wølner 20' (o.g.) Kelly 81' |

| Dinamo București | 0–0     | Spartak Trnava |
| ---------------- | ------- | -------------- |
|                  | Detalii |                |

| Feyenoord                                                                         | 8–0     | Olympiakos Nicosia |
| --------------------------------------------------------------------------------- | ------- | ------------------ |
| Maiwald 4', 32' van Hanegem 9' Schoenmaker 25', 47', 49' Israël 82' Schneider 88' | Detalii |                    |

| Wacker | 0–4     | Benfica                              |
| ------ | ------- | ------------------------------------ |
|        | Detalii | Graça 15' Jorge 20', 82' Eusébio 80' |

| ȚSKA Sofia                                       | 3–0     | Partizani Tirana |
| ------------------------------------------------ | ------- | ---------------- |
| Atanasov 20' Nikodimov 44' (pen.) Marashliev 65' | Detalii |                  |

| Valencia | 0–0     | Hajduk Split |
| -------- | ------- | ------------ |
|          | Detalii |              |

| Újpesti Dózsa                   | 4–0     | Malmö FF |
| ------------------------------- | ------- | -------- |
| A. Dunai 17' Bene 28', 64', 80' | Detalii |          |

| Boldklubben 1903  | 2–1     | Celtic     |
| ----------------- | ------- | ---------- |
| Johansen 14', 24' | Detalii | Macari 28' |

| ÍA | 0–4     | Sliema Wanderers                 |
| -- | ------- | -------------------------------- |
|    | Detalii | Cocks 25', 57', 68' Aquilina 81' |

| Internazionale                                           | 4–1     | AEK Atena   |
| -------------------------------------------------------- | ------- | ----------- |
| Mazzola 20' Facchetti 35' Jair 44' Boninsegna 61' (pen.) | Detalii | Pomonis 15' |

| Cork Hibernians | 0–5     | Borussia Mönchengladbach                     |
| --------------- | ------- | -------------------------------------------- |
|                 | Detalii | Wloka 5', 30' Heynckes 19' le Fevre 32', 39' |

| Galatasaray | 1–1     | ȚSKA Moscova |
| ----------- | ------- | ------------ |
| Güleș 71'   | Detalii | Kopeikin 43' |

| Standard Liège          | 2–0     | Linfield |
| ----------------------- | ------- | -------- |
| Semmeling 33' Takač 87' | Detalii |          |

### A doua manșă
| Górnik Zabrze | 1–1     | Marseille   |
| ------------- | ------- | ----------- |
| Anczok 32'    | Detalii | Skoblar 53' |

Marseille s-a calificat cu scorul general de 3–2.
| Dynamo Dresda | 0–0     | Ajax |
| ------------- | ------- | ---- |
|               | Detalii |      |

Ajax s-a calificat cu scorul general de 2–0.
| Grasshopper                                                              | 8–0     | Reipas Lahti |
| ------------------------------------------------------------------------ | ------- | ------------ |
| Müller 1', 39', 71', 85' Gröbli 31' Schneeberger 45' Meier 70' Mayer 77' | Detalii |              |

Grasshopper s-a calificat cu scorul general de 9–1.
| Arsenal                                   | 4–0     | Strømsgodset |
| ----------------------------------------- | ------- | ------------ |
| Kennedy 6' Radford 18', 58' Armstrong 78' | Detalii |              |

Arsenal s-a calificat cu scorul general de 7–1.
| Spartak Trnava              | 2–2     | Dinamo București |
| --------------------------- | ------- | ---------------- |
| Kabát 40' Dobiaš 69' (pen.) | Detalii | Popescu 64', 88' |

Dinamo București s-a calificat cu scorul general de 2–2 datorită golului marcat în deplasare.
| Olympiakos Nicosia | 0–9     | Feyenoord                                                                                    |
| ------------------ | ------- | -------------------------------------------------------------------------------------------- |
|                    | Detalii | van Hanegem 6', 82' Hasil 11' Wery 20' Posthumus 31', 39' Israël 61' (pen.), 63' (pen.), 70' |

Feyenoord s-a calificat cu scorul general de 17–0.
| Benfica                          | 3–1     | Wacker   |
| -------------------------------- | ------- | -------- |
| Calisto 36' Jorge 74' Simões 89' | Detalii | Jara 46' |

Benfica s-a calificat cu scorul general de 7–1.
| Partizani Tirana | 0–1     | ȚSKA Sofia   |
| ---------------- | ------- | ------------ |
|                  | Detalii | Atanasov 57' |

ȚSKA Sofia s-a calificat cu scorul general de 4–0.
| Hajduk Split     | 1–1     | Valencia      |
| ---------------- | ------- | ------------- |
| Pérez 15' (o.g.) | Detalii | Claramunt 55' |

Valencia s-a calificat cu scorul general de 1–1 datorită golului marcat în deplasare.
| Malmö FF          | 1–0     | Újpesti Dózsa |
| ----------------- | ------- | ------------- |
| Tapper 11' (pen.) | Detalii |               |

Újpesti Dózsa s-a calificat cu scorul general de 4–1.
| Celtic                         | 3–0     | Boldklubben 1903 |
| ------------------------------ | ------- | ---------------- |
| Wallace 23', 85' Callaghan 79' | Detalii |                  |

Celtic s-a calificat cu scorul general de 4–2.
| Sliema Wanderers | 0–0     | ÍA |
| ---------------- | ------- | -- |
|                  | Detalii |    |

Sliema Wanderers s-a calificat cu scorul general de 4–0.
| AEK Atena                                    | 3–2     | Internazionale                       |
| -------------------------------------------- | ------- | ------------------------------------ |
| Ventouris 29' Papaioannou 45' Nikolaidis 89' | Detalii | Karafeskos 17' (o.g.) Boninsegna 75' |

Internazionale s-a calificat cu scorul general de 6–4.
| Borussia Mönchengladbach | 2–1     | Cork Hibernians |
| ------------------------ | ------- | --------------- |
| Sieloff 60' Wimmer 82'   | Detalii | Dennehy 32'     |

Borussia Mönchengladbach s-a calificat cu scorul general de 7–1.
| ȚSKA Moscova                 | 3–0     | Galatasaray |
| ---------------------------- | ------- | ----------- |
| Dorofeev 6', 75' Oglobin 85' | Detalii |             |

ȚSKA Moscova s-a calificat cu scorul general de 4–1.
| Linfield              | 2–3     | Standard Liège                         |
| --------------------- | ------- | -------------------------------------- |
| Magee 57' Larmour 62' | Detalii | Van Moer 36' Takač 53' Piot 86' (pen.) |

Standard Liège s-a calificat cu scorul general de 5–2.

## A doua rundă
| Echipa 1         | Scor gen. | Echipa 2                 | Tur | Retur |
| ---------------- | --------- | ------------------------ | --- | ----- |
| Marseille        | 2–6       | Ajax                     | 1–2 | 1–4   |
| Grasshopper      | 0–5       | Arsenal                  | 0–2 | 0–3   |
| Dinamo București | 0–5       | Feyenoord                | 0–3 | 0–2   |
| Benfica          | 2–1       | ȚSKA Sofia               | 2–1 | 0–0   |
| Valencia         | 1–3       | Újpesti Dózsa            | 0–1 | 1–2   |
| Celtic           | 7–1       | Sliema Wanderers         | 5–0 | 2–1   |
| Internazionale   | 4–2       | Borussia Mönchengladbach | 4–2 | 0–0   |
| ȚSKA Moscova     | 1–2       | Standard Liège           | 1–0 | 0–2   |

### Prima manșă
| Marseille | 1–2     | Ajax                  |
| --------- | ------- | --------------------- |
| Gress 10' | Detalii | Keizer 37' Cruyff 60' |

| Grasshopper | 0–2     | Arsenal               |
| ----------- | ------- | --------------------- |
|             | Detalii | Kennedy 2' Graham 88' |

| Dinamo București | 0–3     | Feyenoord                          |
| ---------------- | ------- | ---------------------------------- |
|                  | Detalii | Wery 38' Maiwald 43' Schneider 50' |

| Benfica                 | 2–1     | ȚSKA Sofia |
| ----------------------- | ------- | ---------- |
| Rodrigues 51' Jorge 63' | Detalii | Zhekov 85' |

| Valencia | 0–1     | Újpesti Dózsa |
| -------- | ------- | ------------- |
|          | Detalii | A. Dunai 55'  |

| Celtic                                         | 5–0     | Sliema Wanderers |
| ---------------------------------------------- | ------- | ---------------- |
| Gemmell 6' Macari 17', 41' Hood 69' Brogan 78' | Detalii |                  |

| Borussia Mönchengladbach                                              | 7–1 | Internazionale |
| --------------------------------------------------------------------- | --- | -------------- |
| Heynckes 7', 44' le Fevre 21', 34' Netzer 42', 52' Sieloff 83' (pen.) | ?   | Boninsegna 20' |

Meciul a fost anulat deoarece jucătorul Roberto Boninsegna, al celor de la Inter, a fost lovit cu o doză de Coca-Cola în minutul 29. Meciul din prima manșă s-a rejucat după retur.
| Internazionale                               | 4–2     | Borussia Mönchengladbach  |
| -------------------------------------------- | ------- | ------------------------- |
| Bellugi 10' Boninsegna 13' Jair 57' Ghio 90' | Detalii | le Fevre 38' Wittkamp 89' |

| ȚSKA Moscova | 1–0     | Standard Liège |
| ------------ | ------- | -------------- |
| Kopeikin 27' | Detalii |                |

### A doua manșă
| Ajax                                             | 4–1     | Marseille   |
| ------------------------------------------------ | ------- | ----------- |
| Couécou 32' (o.g.) Swart 37' Cruyff 64' Haan 80' | Detalii | Couécou 17' |

Ajax s-a calificat cu scorul general de 6–2.
| Arsenal                            | 3–0     | Grasshopper |
| ---------------------------------- | ------- | ----------- |
| Kennedy 40' George 47' Radford 84' | Detalii |             |

Arsenal s-a calificat cu scorul general de 5–0.
| Feyenoord                             | 2–0     | Dinamo București |
| ------------------------------------- | ------- | ---------------- |
| Nunweiller 53' (o.g.) Schoenmaker 64' | Detalii |                  |

Feyenoord s-a calificat cu scorul general de 5–0.
| ȚSKA Sofia | 0–0     | Benfica |
| ---------- | ------- | ------- |
|            | Detalii |         |

Benfica s-a calificat cu scorul general de 2–1.
| Újpesti Dózsa     | 2–1     | Valencia   |
| ----------------- | ------- | ---------- |
| A. Dunai 51', 54' | Detalii | Valdez 57' |

Újpesti Dózsa s-a calificat cu scorul general de 3–1.
| Sliema Wanderers | 1–2     | Celtic              |
| ---------------- | ------- | ------------------- |
| Cocks 1'         | Detalii | Hood 42' Lennox 57' |

Celtic s-a calificat cu scorul general de 7–1.
| Borussia Mönchengladbach | 0–0     | Internazionale |
| ------------------------ | ------- | -------------- |
|                          | Detalii |                |

Internazionale s-a calificat cu scorul general de 4–2.
| Standard Liège       | 2–0     | ȚSKA Moscova |
| -------------------- | ------- | ------------ |
| Takač 7', 60' (pen.) | Detalii |              |

Standard Liège s-a calificat cu scorul general de 2–1.

## Sferturi
| Echipa 1       | Scor gen. | Echipa 2       | Tur | Retur |
| -------------- | --------- | -------------- | --- | ----- |
| Ajax           | 3–1       | Arsenal        | 2–1 | 1–0   |
| Feyenoord      | 2–5       | Benfica        | 1–0 | 1–5   |
| Újpesti Dózsa  | 2–3       | Celtic         | 1–2 | 1–1   |
| Internazionale | 2–21      | Standard Liège | 1–0 | 1–2   |

1 Internazionale s-a calificat în semifinale datorită golului marcat în deplasare.

### Prima manșă
| Ajax                      | 2–1     | Arsenal     |
| ------------------------- | ------- | ----------- |
| G. Mühren 25', 70' (pen.) | Detalii | Kennedy 15' |

| Feyenoord    | 1–0     | Benfica |
| ------------ | ------- | ------- |
| Laseroms 50' | Detalii |         |

| Újpesti Dózsa | 1–2     | Celtic                        |
| ------------- | ------- | ----------------------------- |
| Horváth 64'   | Detalii | Horváth 19' (o.g.) Macari 85' |

| Internazionale | 1–0     | Standard Liège |
| -------------- | ------- | -------------- |
| Jair 80'       | Detalii |                |

### A doua manșă
| Arsenal | 0–1     | Ajax              |
| ------- | ------- | ----------------- |
|         | Detalii | Graham 14' (o.g.) |

Ajax s-a calificat cu scorul general de 3–1.
| Benfica                               | 5–1     | Feyenoord       |
| ------------------------------------- | ------- | --------------- |
| Nené 6', 81', 92' Rui Jordão 30', 90' | Detalii | van Hanegem 75' |

Benfica s-a calificat cu scorul general de 5–2.
| Celtic     | 1–1     | Újpesti Dózsa |
| ---------- | ------- | ------------- |
| Macari 62' | Detalii | A. Dunai 5'   |

Celtic s-a calificat cu scorul general de 3–2.
| Standard Liège               | 2–1     | Internazionale |
| ---------------------------- | ------- | -------------- |
| Cvetler 51' Takač 84' (pen.) | Detalii | Mazzola 80'    |

Standard Liège 2–2 Internazionale (scor general). Internazionale s-a calificat cu scorul general de datorită golului marcat în deplasare.

## Semifinale
| Echipa 1       | Scor gen. | Echipa 2 | Tur | Retur |
| -------------- | --------- | -------- | --- | ----- |
| Ajax           | 1–0       | Benfica  | 1–0 | 0–0   |
| Internazionale | 0–01      | Celtic   | 0–0 | 0–0   |

1 Internazionale s-a calificat în finală după ce a câștigat la penaltiuri cu scorul de 5–4.

### Prima manșă
| Ajax      | 1–0     | Benfica |
| --------- | ------- | ------- |
| Swart 64' | Detalii |         |

| Internazionale | 0–0     | Celtic |
| -------------- | ------- | ------ |
|                | Detalii |        |

### A doua manșă
| Benfica | 0–0     | Ajax |
| ------- | ------- | ---- |
|         | Detalii |      |

Ajax s-a calificat cu scorul general de 1–0.
| Celtic                                          | 0–0 (d.p.) | Internazionale                                       |
| ----------------------------------------------- | ---------- | ---------------------------------------------------- |
|                                                 | Detalii    |                                                      |
| Deans · Craig · Johnstone · McCluskey · Murdoch | 4–5        | Mazzola · Facchetti · Frustalupi · Pellizzaro · Jair |

Celtic 0–0 Internazionale. Internazionale s-a calificat cu scorul general de 5–4 la penaltiuri.

## Finala
| Ajax             | 2–0                 | Internazionale |
| ---------------- | ------------------- | -------------- |
| Cruijff 47', 78' | Detalii MatchCentre |                |

## Golgheteri
Golgheterii din sezonul 1972–73 (excluzând rundele preliminare și meciurile anulate) sunt:
| Loc | Nume               | Echipă           | Goluri |
| --- | ------------------ | ---------------- | ------ |
| 1   | Antal Dunai        | Újpesti Dózsa    | 5      |
| 1   | Lou Macari         | Celtic           | 5      |
| 1   | Silvester Takač    | Standard Liège   | 5      |
| 4   | Ronnie Cocks       | Sliema Wanderers | 4      |
| 4   | Johan Cruyff       | Ajax             | 4      |
| 4   | Willem van Hanegem | Feyenoord        | 4      |
| 4   | Rinus Israël       | Feyenoord        | 4      |
| 4   | Artur Jorge        | Benfica          | 4      |
| 4   | Ray Kennedy        | Arsenal          | 4      |
| 4   | Kurt Müller        | Grasshopper      | 4      |
| 4   | Lex Schoenmaker    | Feyenoord        | 4      |
| 12  | Ferenc Bene        | Újpesti Dózsa    | 3      |
| 12  | Roberto Boninsegna | Internazionale   | 3      |
| 12  | Jair               | Internazionale   | 3      |
| 12  | Matthias Maiwald   | Feyenoord        | 3      |
| 12  | Tamagnini Nené     | Benfica          | 3      |
| 12  | John Radford       | Arsenal          | 3      |
| 12  | Sjaak Swart        | Ajax             | 3      |